# Матвеев, Герман Иванович
Ге́рман Ива́нович Матве́ев (1904—1961) — русский советский писатель и драматург.

## Биография
Родился 7 июля 1904 в Кизеле (ныне Пермский край). В 1923—1925 годах учился в ГИТИСе. С 1926 года проживал в Ленинграде. Работал в АгитТеатре в Ленинграде (1926—1929) и в кинематографии (1930—1932). В 1926 году женился на Беловой Елене Ивановне. В 1928 году родился первый сын Чарльз. По своим сценариям Г. Матвеев поставил фильм «Авария», а затем кинокомедию «Эстафета». Первая книга Г. Матвеева — «Частушка» вышла в 1929 году.
С 1932 года Матвеев выступает как драматург для взрослых, а затем и для детей. В кукольном театре С. В. Образцова долгие годы шли его пьесы — «Пузан» (1934), «Волшебная калоша» (1935), «Прыг и Скок» (1936), «Потапыч» (1938). В 1936 г. родилась дочь Елена (https://m.vk.com/id157877941).
Как прозаик для детей Матвеев начал печататься с 1939 года, когда вышла в свет его приключенческая повесть о советских пограничниках «Одна ночь».
После войны написал трилогию «Тарантул»: «Зелёные цепочки» (1945), «Тайная схватка» (1948) и «Тарантул» (1957) о приключениях подростков, участниках обороны Ленинграда во время Великой Отечественной войны.
В конце 1940-х — начале 1950-х годов вышли две повести Матвеева о юных мичуринцах — «Новый сорт» (1948) и «Первая весна» (1952). В это же время (1947—1954) писатель работал над известной школьной повестью «Семнадцатилетние» (1954), а позже над её продолжением — повестью «Новый директор» (1961).
В 1959 году Матвеев написал ещё одну приключенческую повесть — «После бури». Действие повести происходит в Кизеле в конце 1907 года, главные герои — подростки из шахтёрских семей.
В 2021 году были изданы две повести, более шестидесяти лет пролежавшие в семейном архиве писателя — «Грозный лес» (написана в 1941-42 гг.) и «Дела давно минувших дней».
Матвеев дружил с известным ботаником — профессором С. Я. Соколовым и с создателем известного в СССР кукольного театра С. В. Образцовым. Для театра кукол своего друга Образцова Матвеев написал несколько пьес, одна из которых («Волшебная калоша») идёт до сих пор.

## Экранизации произведений
- «Авария» (1931; не сохранился)
- «Эстафета» (1931)
- «Зелёные цепочки» (1970)
- «Тарантул» (1982)

По мотивам повести «Зелёные цепочки» в 1970 году был снят одноименный кинофильм (студия «Ленфильм», режиссёр Григорий (Гелий) Аронов), а в 1982 году вышло продолжение — телефильм «Тарантул».